# Julia Pascal
Julia Pascal (n. 15 noiembrie 1949, Manchester, Marea Britanie) este o dramaturgă și regizoare de teatru din Marea Britanie. Ea a fost prima femeie regizor la Teatrul Național din Londra⁠(d).

## Piese de teatru
Pascal este atee și evreică de naționalitate. A scris și regizat piesele de teatru precum Theresa, A Dead Woman On Holiday și The Dybbuk care fac parte din Trilogia Holocaustului publicată de către editura Oberon Books din Londra.
Piesa Theresa este bazată pe viața reală a evreicei Theresa Steiner, care a fost trădată naziștilor de autoritățile britanice de pe insula Guernsey. Împreună cu alte femei evreice care locuiau pe acestă insulă, Theresa Steiner a fost trimisă la Auschwitz. Piesa descrie istoria singurului teritoriu britanic care a fost invadat de naziști și dezvăluie o istorie secretă a unei colaborări vaste a autorităților cu naziștii.
A doua piesă din Trilogia Holocaustului, A Dead Woman On Holiday, are loc în timpul proceselor de la Nurenberg. Aceasta este urmată de The Dybbuk, o adaptare a piesei scrise de către Solomon Anski.
Piesele Crossing Jerusalem se referă la conflictul din Orientul Mijlociu, St Joan este o satiră bazată pe istoria unei evreice de culoare din Londra, care visează că este Ioana d'Arc, iar Year Zero dezvăluie povestiri în cel de-al doilea război mondial în timpul Regimului de la Vichy. 
În 2016, Pascal a obținut doctoratul la Facultatea de Teatru, Film și Televiziune al Universității York. În 2017, King's College din Londra i-a acordat o bursă de cercetare. 